# AC Milan
Az Associazione Calcio Milan (rövidítve AC Milan vagy egyszerűen Milan) olasz labdarúgócsapat Milánóban, Lombardiában. 1899-ben alapították, és fennállása óta szinte minden idényét az olasz futball élvonalában, a Serie A-ban töltötte. A világ egyik legjelentősebb labdarúgóklubja. Eddig összesen 47 trófeát nyert a csapat, közte 19 bajnoki címet és 7 Bajnokok Ligáját. A klub eddig[mikor?] minden más csapatnál több, 5 alkalommal nyert Európai szuperkupát, és 4 alkalommal pedig interkontinentális kupát. A címek között szerepel még 2 KEK, valamint 5 olasz kupa és 7 olasz szuperkupa. 18 nemzetközi trófeájával a világ egyik legeredményesebb klubja.[forrás?]
Olaszországban a Juventus után a Milan rendelkezik a legnagyobb szurkolótáborral és világszerte is több tízmillióan szurkolnak a csapatnak. A 2019–2020-as szezonban a hatodik helyen végzett és ezzel Európa-liga indulási jogot szerzett.
Milánóban, a San Siro stadionban játsszák hazai mérkőzéseiket.
A csapat Olaszországban több másik klubbal is rivalizál, főként a városi versenytárs Interrel. Kettőjük mérkőzését „derby della Madonnina”-nak hívják, és fokozott érdeklődés kíséri.
A Milan alapító tagja volt a már azóta megszűnt G–14-nek, amely Európa 14 (2002-től 18) legbefolyásosabb labdarúgóklubját foglalja magában.

## Története

### Kezdetek

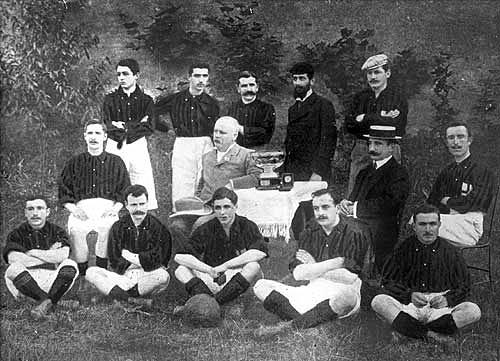
Az AC Milan csapata 1901-ben

1899. december 16-án a milánói Hotel du Nordban, Herbert Kilpin vezetésével, angolok és olaszok jelenlétében megalakult a Milan Cricket és Football Club. Elnöknek Alfred Edwards alkonzult jelölték, míg a klubszíneket Kilpin választotta ki: a vörös az ördögöt jelképezi, a fekete pedig félelmet kelt az ellenfélben. Első pályájuk a mai központi pályaudvar helyén állt. A pályaavató mérkőzésen a hazaiak a másik milánói csapat, a Mediolanum ellen játszottak és 3-0-ra nyertek. Az első tétmeccsre 1900 áprilisában került sor, miután a csapat benevezett az 1900-as bajnokságba. Ezen a mérkőzésen az FBC Torinese legyőzte a Milan gárdáját. Csak egy hetet kellett várni az első győzelemre, amikor is az I. Umberto király által felajánlott "Királyi éremért" zajló tornán a Milan Kilpin és Allison góljával 2-0-ra diadalmaskodott a Juventus felett. Ezzel a klub megszerezte története első trófeáját. Kilpin nemcsak játékosa, de csapatkapitánya, edzője és ügyintézője is volt a csapatnak. Az első bajnoki címet már a második bajnoki szezonban megszerezte a Milan.
Az 1906-os idényt a csapat új pályán, a Via Bronzettiben kezdte. A kapukat – Olaszországban először – hálóval látták el, hogy könnyebben meg lehessen ítélni a gólt. A bajnokságot a Milan és a Juventus ugyanannyi ponttal zárta, így a szabályok értelmében bajnoki döntőt rendeztek. Mivel a Juventus több gólt szerzett, az ő otthonukban, Torinóban került sor a döntőre, amely 0-0-lal zárult. A megismételt mérkőzést is Torinóban kellett volna lejátszaniuk, de a milánóiak tiltakoztak: a bajnokság közben visszalépett Genoa ellen szerzett két gólt a szövetség nem számította be. A szövetség elfogadta az érvelést és a meccset áttették Milánóba, de a Mediolanum pályájára. A Juventus azonban nem fogadta el a döntést, el sem utazott Milánóba, így a Milan mérkőzés nélkül megnyerte története második bajnoki címét. Sőt, a következő évben a harmadikat is. Az 1907–1908-as idényre a szövetség nem engedélyezte külföldi játékosok szerepeltetését, ezért a Milan visszalépett a bajnokságtól. Ez a szituáció válsághelyzetet okozott a Milannál: 43 tag elhagyta a klubot és megalapította az Internazionalét.

### Az 1920–1980 közötti időszak
Az 1925–1926-os idényben megjelentek az első magyar játékosok: Bánás József, Müller Kálmán, egy évvel később pedig Hajós Árpád. A következő jelentős esemény 1927. szeptember 19-én történt: átadták a csapat új, 35 000 néző befogadására alkalmas stadionját, a San Sirót, amelyet Milánó San Siro kerületében emeltek. A pályaavató mérkőzésen az Inter 6-3 arányban verte a Milant. 1938–1939-ben a Milan új nevet kapott: a fasizmus idején nem tetszett az angolos Football Club Milan név, ezért a klubnak nevet kellett változtatnia, így lett Associazione Calcio Milano. 1940-ben csatlakozott a csapathoz a legendás Giuseppe Meazza, miután életkora és sérülése miatt az Inter lemondott róla. A később a San Siro névadójává váló Meazza két idényt húzott le piros-feketében. 1948-ban a Milan megvette a gólerős svéd csatárt Gunnar Nordahlt, majd egy évvel később két honfitársát, Gunnar Grent és Nils Liedholmot. Így az 1949–1950-es bajnokságra összeállt a klub és az olasz bajnokság történetének egyik leggólerősebb triója, a Gre-No-Li, azaz a Gren, Nordahl, Liedholm belsőhármas. A Czeizler Lajos edzette Milan a második helyet szerezte meg a bajnokságban a Juventus mögött, de a Milan 118 gólt szerzett, míg a Juve csak 100-ig jutott. Torinóban pedig 7-1-re kiütötték a Juventus FC-t, ami mindmáig a Juventus történetének legsúlyosabb hazai veresége. A bajnokság gólkirálya pedig Nordahl lett 35 góllal. A következő idényben megszakadt a 44 éve tartó negatív sorozat: a Milan megnyerte a bajnokságot. A gólkirály ezúttal is Nordahl lett, 34 találattal.
Az 1954–1955-ös idényben megtiltották az új külföldi játékosok leigazolását – hacsak nem tudtak felmutatni olasz felmenőket –, miután az olasz csapat kudarcot vallott az 1954-es világbajnokságon. Így került a Milanhoz az uruguayi Schiaffino. Rajta kívül ebben az idényben mutatkozott be Cesare Maldini is. Ebben az évben megalapították a Milanellót, a Milan edzőtáborát. A csapat edzője ekkor Guttmann Béla volt, aki a fedezet Maldiniből hátvédet csinált, a középcsatár Liedholmból pedig középfedezetet. Bár az idény vége felé Guttmannt Ettore Puricelli váltotta a kispadon, a Milan ismét bajnoki címet ünnepelhetett. A gólkirály pedig ismét – immáron ötödször az olasz bajnokságban – Nordahl lett 27 találattal. Az 1955–1956-os szezonban induló BEK-ben a Milan az elődöntőig jutott, ahol a későbbi győztes Real Madrid állította meg. 1957-ben a vörös-feketék begyűjtötték hatodik bajnoki elsőségüket. Az edző Gipo Viani, egykori Inter játékos volt, aki óriási taktikus volt. Ő találta ki a libero, azaz a söprögető pozíciót. A középcsatár hátrament középfedezetnek, a középfedezet pedig a védők mögé állt szabad emberként. A következő idényben a BEK-serleg elhódítását tűzték ki célul, háttérbe szorítva ezzel a bajnoki címvédést. A gárda a bajnokságban szürkén, a nemzetközi kupában remekül játszott. El is jutottak a BEK-döntőbe, ahol ismét a Real Madridtól kaptak ki.
1959-ben a Milan megszerezte a 7. bajnoki címét. Az egész idényben csak 2 vereséget szenvedtek, hazai pályán veretlenek maradtak. A friss szerzemény, Altafini 28 gólig jutott, de ez sem volt elég a gólkirályi címhez. Az 1961–1962-es idényben új edző került a kispadra: a később híressé vált Nereo Rocco. Első milánói évében bajnoki címhez vezette az ördögöket. Ebben az idényben tűnt fel a fiatal Gianni Rivera. Az 1962–1963-as idényben megszületett Olaszország első BEK-sikere: a május 22-én a londoni Wembleyben rendezett találkozón az előző két kiírás győztese, a portugál Benfica várt Riveráékra. A Benfica szerzett vezetést Eusébio révén az első félidőben. A gól után Trapattoni vette át Eusébio őrzését Beniteztől és ez jó húzásnak bizonyult. A második félidőben aztán jött Altafini, aki két Rivera-passzt váltott gólra. A Benfica végül emberhátrányba játszotta le a meccset, mivel Coluna megsérült és akkoriban még nem lehetett cserélni.
Az 1963–1964-es idényben a Milan történetében először részt vett az Interkontinentális Kupában, de a Pelével felálló brazil Santos jobbnak bizonyult. A következő sikerre 1967-ig kellett várni: történetük során először megnyerték az olasz kupát. Az 1967–1968-as idényre a vezetőség visszahívta Nereo Roccot a kispadra. Az eredmények pedig nem maradtak el: kettős siker. A Milan megnyerte a bajnokságot és a KEK-et is. Sőt a gólkirályi cím is Milánóba került, Pierino Prati révén. A KEK-döntőben a Milan Kurt Hamrin két góljával verte meg a Hamburgot. A következő évben pedig a skót Celtic és a Bobby Charltonnal felálló angol Manchester United kiverésével ismét bejutottak a BEK-döntőbe. A május 28-i madridi fináléban a Johan Cruyff vezette Ajax volt az ellenfél. Végül a Milan nagy fölénnyel, 4-1-re nyerte a döntőt. Prati három, Sormani egy gólt szerzett. (Három gólt BEK-döntőben Pratin kívül csak két korábbi Real Madrid játékos tudott elérni: Puskás Ferenc 1960-ban és 1962-ben, illetve Alfredo Di Stéfano szintén 1960-ban).
A vörös-feketék elindultak az Interkontinentális kupában, az ellenfél az argentin Estudiantes volt. A Milánóban elért 3-0-s győzelem után pokol várt az olasz csapatra Argentínában. A visszavágón az Estudiantes játékosai összevissza rúgdosták a Milan játékosait. Prati agyrázkódást szenvedett, Maldera izomszakadást, az argentin, de Milan színekben játszó Combinnak pedig eltört az orra szabálytalanságok következtében. A meccset az Estudiantes nyerte 2-1-re, de összesítésben a 4-2-re a Milan nyert, megszerezve története első Interkontinentális kupa-trófeáját. 1972-ben a még mindig Rocco irányította csapat megnyerte az olasz kupát. 1973-ban jött az újabb nemzetközi siker: a Szalonikiben megrendezett KEK-döntőben Chiarugi korai találatával a Milan 1-0-ra legyőzte a Leeds Unitedet. Ezután pedig elhódították az olasz kupát is. 1974 januárjában rendezték a második Európai Szuperkupa döntőjét, ahol a friss BEK- és KEK-győztes találkozott, azaz az Ajax és a Milan. A milánói 1-0-s győzelem után Amszterdamban, a visszavágón az Ajax átgázolt az ördögökön: 6-0-ra nyert. 1978-ban Liedholm lett a vezetőedző, akinek irányításával 1979-ben a Milan megszerezte a csillagot jelentő 10. bajnoki címét. A piros-feketék ebben a tekintetben 21 évet késtek a Juventushoz és 13-at az Interhez képest, de mindmáig csak ez a három csapat lépte túl a 10 bajnoki elsőséget. De az örömbe üröm is vegyült: 1979 februárjában elhunyt Nereo Rocco, a csapat legendás edzője, valamint visszavonult talán a legnagyobb Milan-játékos, Gianni Rivera.

### A bundabotránytól az ezredfordulóig
1980 tavaszán kitört a bundabotrány. A szövetség és az igazságszolgáltatás döntésének értelmében a Milant – a Lazioval együtt – visszasorolták a Serie B-be. (Ma már csak az Inter az egyetlen csapat, amely soha nem esett ki az első osztályból). Colombo elnököt és Albertosi kapust örökre eltiltották, és több játékos – például Morini, Chiodi, Paolo Rossi – kapott hosszabb-rövidebb eltiltást. A Milan megnyerte a másodosztályt, de a következő idényben pocsékul szerepelt a Serie-A-ban, így ismét kiesett. A csapatból sok meghatározó játékos elment. Csak Franco Baresi, Mauro Tassotti, Stefano Battistini és Alberigo Evani maradt. Nekik köszönhetően a Milan megnyerte a Serie B-t és visszakerült az első osztályba. 1985-ben a Fininvest csoport és elnöke, Silvio Berlusconi bejelentkezett a Milanért, majd 1986. március 24-én Berlusconit megválasztották elnöknek. A klub játékosvásárlásba kezdett: Donadoni, Giovanni Galli, Massaro, Galderisi voltak az új szerzemények. Ekkorra vált alapemberré Paolo Maldini, Cesare Maldini fia.
1987 áprilisában a gyenge eredmények hatására az addigi edző, Liedholm technikai igazgató lett, míg az edzői posztra Fabio Capello érkezett. Bár a csapat elérte az UEFA-kupás részvételt jelentő 5. helyet, az új idényt mégis új edzővel, Arrigo Sacchival kezdték. Ekkor szerződtették a két holland légióst, Marco Van Bastent és Ruud Gullitot, illetve Carlo Ancelottit, aki az AS Romát hagyta ott. Egy hatalmas hajrával meg is nyerték a bajnokságot. Az utolsó előtti fordulóban a Napoli egy ponttal vezetett a Milan előtt és Nápolyban vendégszerepelt a Milan. A Maradona vezette kékek azonban hatalmas csatában 3-2-re kikaptak az ördögöktől. Pár hónappal később a rossonerik begyűjtötték az Olasz Szuperkupát is a Sampdoria ellenében. Az 1988–1989-es idényben a BEK-győzelem volt az elsődleges cél. Ennek érdekében szerződtették az Európa-bajnok Frank Rijkaardot. A barcelonai BEK-döntőben, a Real Madridon átgázoló Milan a román Steauat fogadta. A piros-feketék elsősorban Gullitnak és Van Bastennek köszönhetően leiskolázták a románokat, a végeredmény 4-0 lett. Majd elnyerték az Európai Szuperkupát a Barcelona legyőzésével.
Az 1989-es interkontinentális kupára Tokióban került sor, ahol a Milan a kolumbiai Nacional Medellinnel találkozott. Evani hosszabbításban szerzett góljának köszönhetően a kupa Milánóba került. Bár sokáig úgy tűnt, az 1989–1990-es bajnokságban akár 3 trófeával is gazdagodhat a klub, végül azonban csak a BEK-serleg jött össze: Rijkaard góljával 1-0-ra győzött a Milan a Benfica ellen. Az Európai Szuperkupáért vívott mérkőzésen a Sampdoria volt az ellenfél. Októberben a Genovában elért 1-1 után november végén hazai pályán 2-0-ra győzött Sacchi csapata, így sorozatban másodszor ültek fel Európa trónjára. Pár napra rá következett az interkontinentális kupa Tokióban. Ezúttal a paraguayi Olimpia Asunción volt az ellenfél, de az ördögök 3-0-ra nyerték a találkozót. Az 1990–1991-es idény meghatározó mérkőzése volt a BEK negyeddöntőjében létrejött Olympique Marseille – Milan összecsapás. Miután a Marseille megszerezte a továbbjutást érő találatot, a szurkolók berohantak a pályára, majd a stadion reflektorai is kialudtak. A Milan játékosok bevonultak az öltőzőbe, ahonnan nem voltak hajlandóak kijönni, így a meccset a Milan nélkül kellett lefújni. Továbbjutott a Marseille, a Milan pedig 1 éves eltiltást kapott az UEFA-tól. Ez volt Arrigo Sacchi utolsó idénye, helyére Fabio Capello érkezett. Az 1991–1992-es szezonban a 25 találattal gólkirályi címet begyűjtő Van Basten vezetésével veretlenül lett bajnok a Milan, sőt a veretlenségi sorozat a következő idényre is áthúzódott: összesen 58 meccsen keresztül nem talált legyőzőre a Milan. Nem csoda hát, hogy az 1992–1993-as bajnokságot is megnyerték, a csapatban új meghatározó játékosokkal: Albertini, Papin, Boban, Szavicsevics, Lentini, Eranio. A BEK-serleg elhódítása azonban elmaradt. A döntőben az Olympique Marseille 1-0-ra legyőzte a megsérült Van Bastent elveszítő Milant. Később kiderült, ez volt a holland utolsó hivatalos mérkőzése a Milan színeiben. A vereség ellenére pályára léphettek az interkontinentális kupában, miután a Marseille-t az UEFA eltiltotta. A Milan azonban 3-2-re kikapott a brazil São Paulotól.
Az 1993–1994-es BEK-sorozatban is meneteltek Maldiniék. Az elődöntőben a Monacot legyőző csapat az esélyesebbnek kikiáltott Barcelonával találkozott a kupadöntőben. A Filippo Galli által irányított védelem átjátszhatatlannak bizonyult, de Szavicsevicsékkel sem tudott mit kezdeni a Barcelona, a végeredmény 4-0 lett. A Milan története során ötödször szerezte meg a BEK-serleget. Majd begyűjtötte az Olasz Szuperkupát és az Európai Szuperkupát is. 1995 nyarán, az Ajax ellen elvesztett BEK-döntő után, a Milan megvette Roberto Baggiót és George Weaht, Gullit azonban végleg elhagyta a csapatot, Tassotti pedig visszavonult és Panucci váltotta. Az 1995–1996-os szezon végén a piros-feketék történetük 15. scudettóját ünnepelhették – öt idény alatt a negyediket –, de Capello távozott. 1997-ben a csapatkapitány, Franco Baresi is visszavonult. A következő nagy eredményre 1999-ig kellett várni, amikor ismét bajnokságot nyert a Milan, Alberto Zaccheronival a kispadon. 1999 nyarán érkezett a klubhoz az ukrán gólzsák, Andrij Sevcsenko, de az eredmények elmaradtak, teljesen szétesett a csapat.

### A 21. században
A 2001–2002-es bajnokság közben aztán jött az új edző, Carlo Ancelotti, aki 2009-ig volt a vörös-feketék vezetőedzője. A következő szezonra kicserélte a fél csapatot és neki lett igaza: 2003-ban, Ancelotti első teljes szezonjában Bajnokok Ligája döntőt játszhatott a Milan úgy, hogy már a BL-selejtezőben be kellett kapcsolódnia a küzdelmekbe. A döntőben az ellenfél pedig a Juventus volt. A mérkőzést a hosszabbításban sem tudták eldönteni a felek, így 11-es rúgásokra került sor. Ebben a Milan bizonyult jobbnak és megszerezték 6. BL-elsőségüket. De nem ez volt az utolsó győzelem ebben az idényben. Olasz kupagyőztes lett, majd elhódította az Európai Szuperkupát is a Sevcsenko, Pirlo, Seedorf és Rui Costa által vezényelt csapat. Közben Maldini túlszárnyalta Rivera rekordját, miután több mint 501 bajnoki mérkőzésen viselte már a Milan mezét. 2003-ban érkezett a fiatal irányító, Kaká, aki hatalmas meglepetésre hamar kiszorította a csapatból Rui Costát. 2004-ben jött az újabb bajnoki cím.
A 2005-ös BL finálé hozta a sorozat egyik legizgalmasabb találkozóját. A Milan az isztambuli döntőben már 3-0-ra vezetett a Liverpool ellen, de az angolok nem adták fel és a második félidőben ők is rúgtak 3 gólt. A hosszabbítás nem hozott gólt, de a 11-esekben a lélektani előnyhöz jutó Liverpool felülmúlta a Milant, ezzel megnyerve a BL-trófeát. Két évvel később jött a "visszavágó", ezúttal Athénban. Ismét a Liverpool volt az ellenfél, ezúttal azonban Kaká vezetésével a piros-feketék két vállra fektették a Poolt. Kaká ráadásul 10 találatával BL-gólkirály lett. 2007 decemberében pályára léptek a negyedik alkalommal kiírt klubvilágbajnokságon Japánban – amely az interkontinentális kupa utódja. A fináléban az argentin Boca Juniors volt az ellenfél. A Milan 4-2-re, első európai csapatként megnyerte a döntőt.
Majd 2011-ben Scudettót nyert a csapat. Az elkövetkező évek nem hoztak újabb sikereket, miután Massimiliano Allegri a Juventushoz távozott, az edzőkérdést sem sikerült megoldani. A 2015–16-os idény végén elbukott kupadöntő azt jelentette, hogy sorozatban harmadik éve nem indulhatnak a nemzetközi porondon, miután a bajnokságban csak a hetedik lett a csapat.
Aztán 2016–17-es idényben 6. lett a csapat és bejutott az Európa-ligába, valamint olasz kupadöntőt is játszott, de ott vereséget szenvedett a Juventus ellen.
2021 áprilisában a Milan egyike volt azon 12 klubnak, amely megegyezett az Európai Szuperliga megalapításában.

## Sikerlista
- Serie A bajnoka – 19 alkalommal

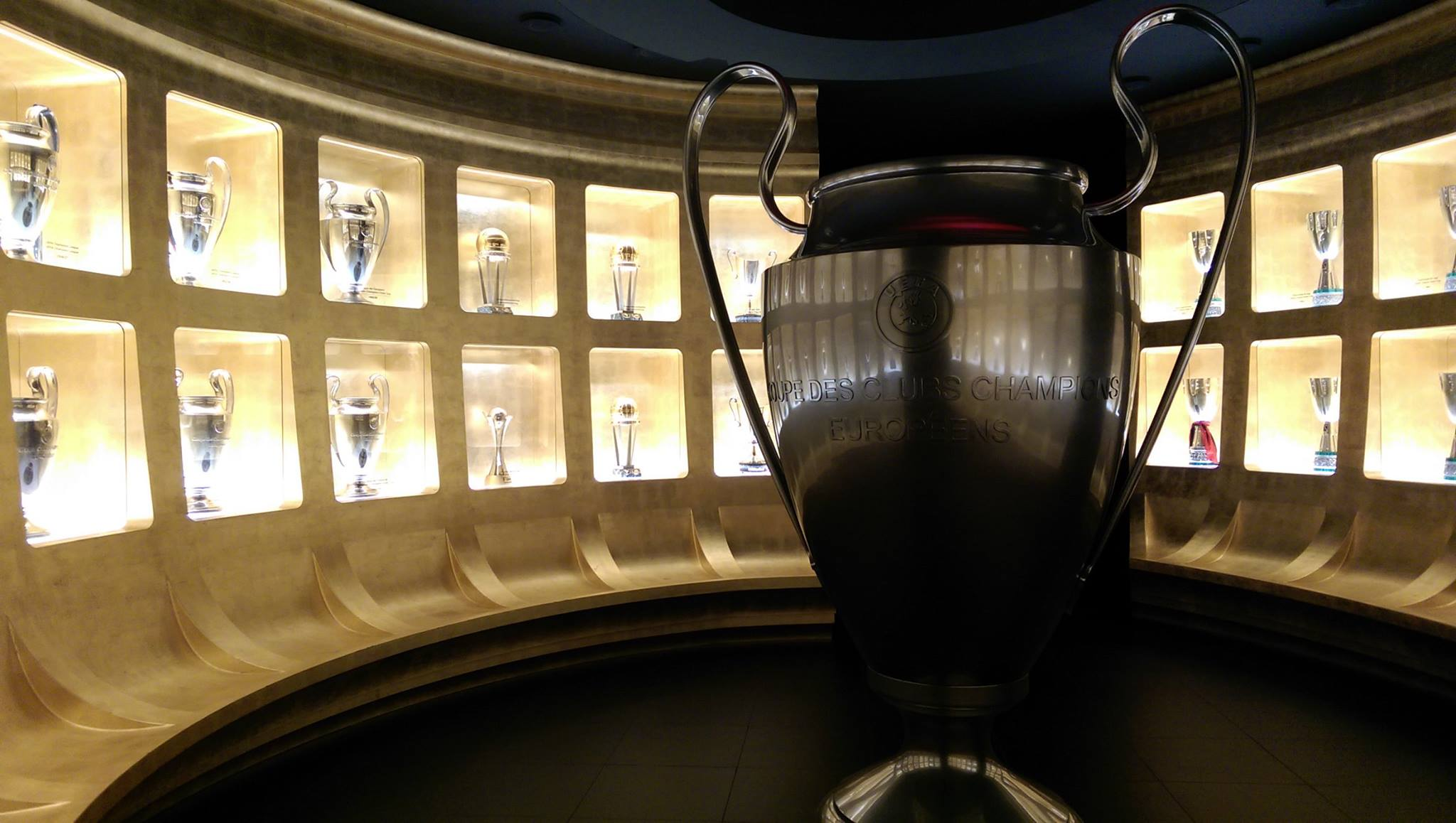
A AC Milan kupáinak egy része

  - 1901, 1906, 1907, 1951, 1955, 1957, 1959, 1962, 1968, 1979, 1988, 1992, 1993, 1994, 1996, 1999, 2004, 2011, 2022
- Olasz kupagyőzelem – 5 alkalommal
  - 1967, 1972, 1973, 1977, 2003
- Olasz Szuperkupa-győztes – 8 alkalommal
  - 1988, 1992, 1993, 1994, 2004, 2011, 2016, 2024
- Bajnokcsapatok Európa Kupája, illetve Bajnokok Ligája (UEFA Champions League)-győztes – 7 alkalommal
  - 1963, 1969, 1989, 1990, 1994, 2003, 2007
- Kupagyőztesek Európa Kupája (KEK, UEFA Cup Winner's Cup)-győzelem – 2 alkalommal
  - 1968, 1973
- Interkontinentális Kupa-győzelem – 3 alkalommal
  - 1969, 1989, 1990
- Európai Szuperkupa-győzelem – 5 alkalommal
  - 1989, 1990, 1995, 2003, 2007
- FIFA klub-világbajnokság-győzelem – 1 alkalommal
  - 2007
- Közép-európai kupagyőzelem – 1 alkalommal
  - 1982

2007-es klub-világbajnokságon elért győzelmével a nemzetközi kupák legeredményesebb csapata.
- Seria A második helyezett ‑ 14 alkalommal
- Olasz kupa második helyezett ‑ 8 alkalommal
- Olasz Szuperkupa második helyezett ‑ 3 alkalommal
- UEFA Bajnokok Ligája második helyezett ‑ 4 alkalommal
- UEFA Szuperkupa második helyezett ‑ 2 alkalommal

## Jelenlegi keret
Utolsó módosítás: 2025. február 4.
A vastaggal jelzett játékosok felnőtt válogatottsággal rendelkeznek.
A dőlttel jelzett játékosok kölcsönben szerepelnek a klubnál.

| Mezszám       | Név                                           | Nemzetiség        | Születési hely | Születési idő (kor)            | Korábbi csapat           | Érték (€)   | Szerződés lejárta |
| Kapusok       | Kapusok                                       | Kapusok           | Kapusok        | Kapusok                        | Kapusok                  | Kapusok     | Kapusok           |
| ------------- | --------------------------------------------- | ----------------- | -------------- | ------------------------------ | ------------------------ | ----------- | ----------------- |
| 16            | Mike Maignan                                  | francia · GUF     | Cayenne        | 1995. július 3. (29 éves)      | Lille OSC                | 25 000 000  | 2026.06.30.       |
| 57            | Marco Sportiello                              | olasz             | Desio          | 1992. május 10. (32 éves)      | Frosinone Calcio         | 1 500 000   | 2026.06.30.       |
| 96            | Lorenzo Torriani                              | olasz             | Vimodrone      | 2005. január 31. (20 éves)     | Utánpótlásból került fel | 500 000     | 2027.06.30.       |
| Védők         |                                               |                   |                |                                |                          |             |                   |
| 19            | Theo Hernández                                | francia · spanyol | Marseille      | 1997. október 6. (27 éves)     | Real Madrid CF           | 40 000 000  | 2026.06.30.       |
| 20            | Álex Jiménez                                  | spanyol           | Leganes        | 2005. május 8. (20 éves)       | Real Madrid B            | 10 000 000  | 2025.06.30.       |
| 22            | Emerson Royal                                 | brazil · spanyol  | São Paulo      | 1999. január 14. (26 éves)     | Tottenham Hotspur FC     | 10 000 000  | 2028.06.30.       |
| 23            | Fikayo Tomori                                 | ENG · CAN         | Calgary        | 1997. december 19. (27 éves)   | Chelsea FC               | 20 000 000  | 2027.06.30.       |
| 24            | Alessandro Florenzi                           | olasz             | Róma           | 1991. március 11. (34 éves)    | AS Roma                  | 1 500 000   | 2025.06.30.       |
| 28            | Malick Thiaw                                  | német · finn      | Düsseldorf     | 2001. augusztus 8. (23 éves)   | FC Schalke 04            | 20 000 000  | 2027.06.30.       |
| 31            | Strahinja Pavlović                            | szerb             | Szabács        | 2001. május 24. (23 éves)      | FC Red Bull Salzburg     | 18 000 000  | 2028.06.30.       |
| 32            | Kyle Walker (kölcsönben a Manchester Citytől) | angol             | Sheffield      | 1990. május 28. (34 éves)      | 6 000 000                | 2025.06.30. |                   |
| 42            | Filippo Terracciano                           | olasz             | Verona         | 2003. februar 8. (22 éves)     | Hellas Verona FC         | 4 500 000   | 2028.06.30        |
| 46            | Matteo Gabbia                                 | olasz             | Busto Arsizio  | 1999. október 21. (25 éves)    | Utánpótlásból került fel | 14 000 000  | 2026.06.30.       |
| Középpályások |                                               |                   |                |                                |                          |             |                   |
| 8             | Ruben Loftus-Cheek                            | angol · GUY       | London         | 1996. január 23. (29 éves)     | Fulham FC                | 25 000 000  | 2027.06.30.       |
| 11            | Christian Pulisic                             | USA · horvát      | Hershey        | 1998. szeptember 18. (26 éves) | Borussia Dortmund        | 50 000 000  | 2027.06.30        |
| 14            | Tijjani Reijnders                             | holland           | Zwolle         | 1998. július 29. (26 éves)     | RKC Waalwijk             | 50 000 000  | 2028.06.30        |
| 29            | Youssouf Fofana                               | francia · Mali    | Párizs         | 1999. január 10. (26 éves)     | AS Monaco FC             | 30 000 000  | 2028.06.30.       |
| 80            | Yunus Musah                                   | USA · angol       | New York       | 2002. november 29. (22 éves)   | Valencia CF              | 22 000 000  | 2028.06.30.       |
| Támadók       |                                               |                   |                |                                |                          |             |                   |
| 7             | Santiago Giménez                              | MEX · olasz       | Buenos Aires   | 2001. április 18. (24 éves)    | Feyenoord                | 37 000 000  | 2029.06.30.       |
| 9             | Luka Jović                                    | szerb · bosnyák   | Loznica        | 1997. december 23. (27 éves)   | ACF Fiorentina           | 5 000 000   | 2025.06.30        |
| 10            | Rafael Leão                                   | portugál · ANG    | Almada         | 1999. június 10. (25 éves)     | Lille OSC                | 75 000 000  | 2028.06.30.       |
| 21            | Samuel Chukwueze                              | NGA               | Abia állam     | 1999. május 22. (25 éves)      | Valencia CF              | 20 000 000  | 2028.06.30.       |
| 38            | Warren Bondo                                  | francia · COD     | Évry           | 2003. szeptember 15. (21 éves) | AC Monza                 | 10 000 000  | 2029.06.30.       |
| 79            | João Félix (kölcsönben a Chelsea-től)         | POR               | Viseu          | 1999. november 10. (25 éves)   | Chelsea FC               | 25 000 000  | 2025.06.30.       |
| 90            | Tammy Abraham (kölcsönben a Romatól)          | angol · NGA       | London         | 1997. október 2. (27 éves)     | Chelsea FC               | 25 000 000  | 2025.06.30.       |
| 99            | Riccardo Sottil (kölcsönben a Fiorentinatól)  | olasz             | Torino         | 1999. június 3. (25 éves)      | ACF Fiorentina           | 6 000 000   | 2025.06.30        |

| Név                 | Poszt       | Nemzetiség         | Születési hely        | Születési idő (kor)          | Kölcsönben itt            | Érték (€)  | Szerződés lejárta |             |
| ------------------- | ----------- | ------------------ | --------------------- | ---------------------------- | ------------------------- | ---------- | ----------------- | ----------- |
| Devis Vásquez       | kapus       | COL                | Barranquilla          | 1998. május 12. (26 éves)    | Empoli FC                 | 2 590 000  | 2025.06.30.       |             |
| Davide Calabria     | védő        | olasz              | Brescia               | 1996. december 6. (28 éves)  | Bologna FC 1909           | 7 500 000  | 2025.06.30.       |             |
| Pierre Kalulu       | védő        | francia · COD      | Lyon                  | 2000. június 5. (24 éves)    | Juventus FC               | 35 000 000 | 2025.06.30.       |             |
| Marco Pellegrini    | védő        | ARG · olasz        | Lyon                  | 2000. június 5. (24 éves)    | CA Independiente          | 3 500 000  | 2025.06.30.       |             |
| Yacine Adli         | középpályás | francia · ALG      | Vitry-sur-Seine       | 2000. július 29. (24 éves)   | ACF Fiorentina            | 9 000 000  | 2025.06.30.       |             |
| Ismaël Bennacer     | középpályás | algériai · francia | Arles                 | 1997. december 1. (27 éves)  | Olympique Marseille       | 15 000 000 | 2025.06.30.       |             |
| Tomasso Pobega      | középpályás | olasz              | Trieszt               | 1999. július 15. (25 éves)   | Bologna FC 1909           | 10 000 000 | 2025.06.30.       |             |
| Alexis Saelemaekers | középpályás | belga              | Berchem-Sainte-Agathe | 1999. június 27. (25 éves)   | AS Roma                   | 12 000 000 | 2025.06.30.       |             |
| [[Kevin Zeroli]     | középpályás | olasz · NGA        | Busto Arsizio         | 2005. január 11. (20 éves)   | Utánpótlásból került fel  | 3 500 000  | 2025.06.30.       |             |
| Lorenzo Colombo     | csatár      | olasz              | Vimercate             | 2002. március 8. (23 éves)   | Empoli FC                 | 3 500 000  | 2025.06.30.       |             |
| Marko Lazetić       | csatár      | SRB                | Belgrád               | 2004. január 22. (21 éves)   | Topolyai SC               | 1 500 000  | 2025.06.30.       |             |
| Álvaro Morata       | csatár      | spanyol            | Malmö                 | 1992. október 23. (32 éves)  | Galatasaray               | 13 000 000 | 2028.06.30.       |             |
| 17                  | Noah Okafor | csatár             | Svájc · NGA           | Binningen                    | 2000. május 24. (24 éves) | SSC Napoli | 15 000 000        | 2025.06.30. |
| Luka Romero         | csatár      | ARG                | Victoria de Durango   | 2004. november 18. (20 éves) | Deportivo Alavés          | 2 500 000  | 2025.06.30.       |             |

## Stadion

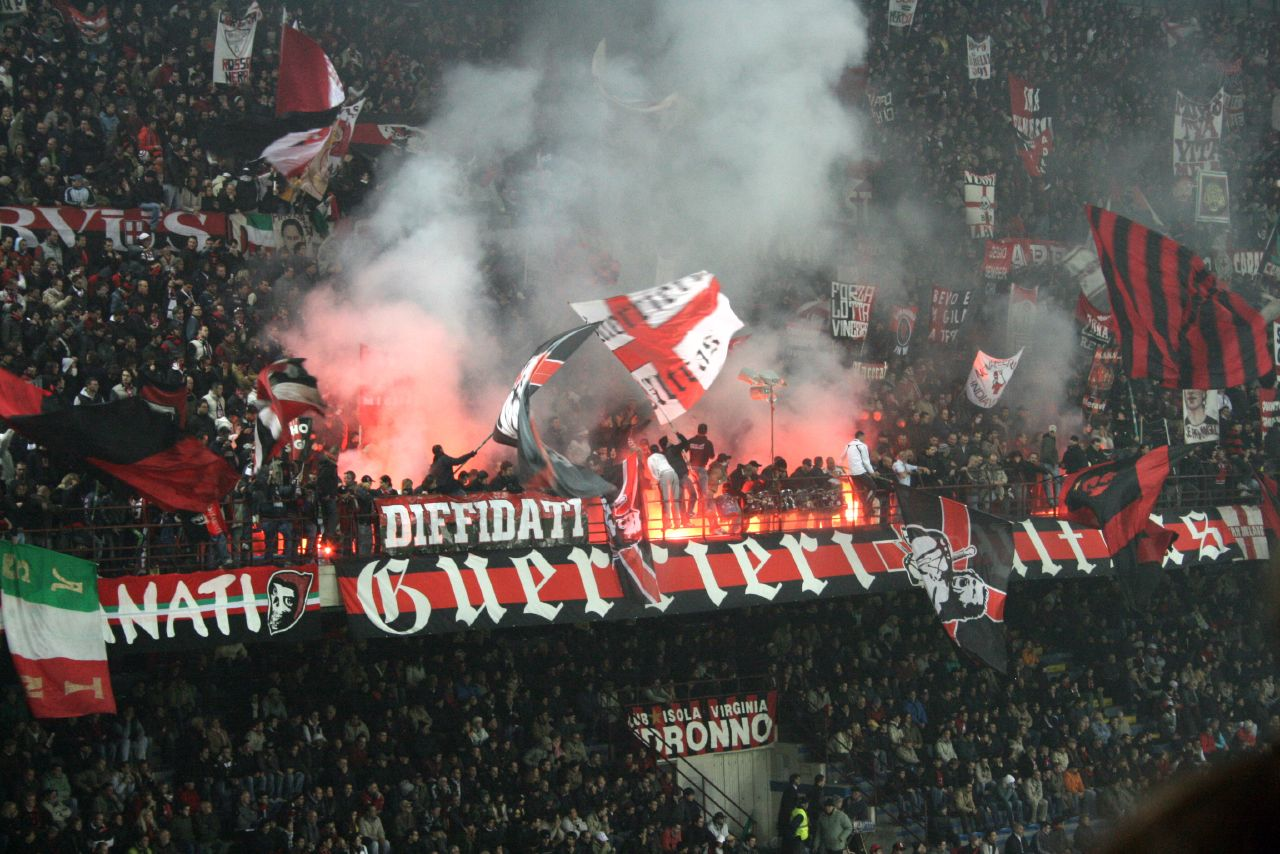
Milan szurkolók a San Siróban

A Milan hazai meccseit a San Siróban, más néven a Giuseppe Meazzában játssza. A stadiont 1927. szeptember 19-én adták át, mely az 1990-es Itáliai világbajnokságra nyerte el mai formáját. A városi rivális Interrel közösen használják. 82 955-ös kapacitásával a legnagyobb stadion Olaszországban.
Fantasztikus: meglehetősen elhasznált jelző, de mégis ezzel jellemezhetjük legjobban a két európai óriásklub otthonát, amely az európai labdarúgás fellegvárában, Milánóban áll. A henger alakú tornyok legalább annyira az épület védjegyévé váltak, mint az a feljárórendszer, amelyből a korábban még San Sironak nevezett létesítmény eredeti lelátóját lehetett megközelíteni. Az átépítés költsége csaknem 50 millió font volt – és akkor még nem számítottuk azokat az extra kiadásokat, amelyekre azért volt szükség, mert az új épületrész elzárta a gyepszőnyeg elől a fényt és megakadályozta a levegőáramlását.
A milánói San Siro városrészről elnevezett stadion eredetileg az 1899-ben az angol Alfred Edwards által létrehozott Milan otthona volt. A pályát a 20-as évek közepére végleg kinőtték és az új stadion helyszínét a klub milliomos elnöke, az abroncsgyáráról híres Piero Pirelli vásárolta meg. A 35 000 férőhelyes Stadio Calcistico San Siro nyitómérkőzésén 1926 szeptemberében csak az rontotta el a hangulatot, hogy az Inter 6-3-ra legyőzte a házigazdákat. A stadiont a helyi önkormányzat vette meg a Milantól és fokozatosan bővítették, úgyhogy 1940-ben már 65 000-en nézhették végig, amint Olaszország válogatottja pályára lépett Németország ellen. Az Inter 1947-re nőtte ki otthonát, a Stadio Arenát, de a közös pálya megvalósításához még nagyobb stadion kellett. A San Siro immár 82 000 fős kapacitással 1955-ben nyílt meg újra és így lett otthona annak a két csapatnak, amelynek dicsőségét a kiváló hazai vetélytársak csak kiemelték – az olasz sikereknek nincs párjuk egész Európában. A San Sirot 1979-ben nevezték el Giuseppe Meazzaról, aki egyike volt annak a két játékosnak, akik tagjai voltak az 1934-es és 1938-as világbajnok csapatnak is. Meazza jobbösszekötő volt, mindkét milánói klubnál megfordult és a szurkolók hősként tisztelték.

## Az AC Milan játékosainak örökrangsora
2013. augusztus 31-i állapot

### Megjegyzés a táblázathoz
|   | Csapatkapitányok     |
| * | Klub rekorder        |
| ¤ | Teljes Milan karrier |

A vastag betűvel jegyzett játékosok a jelenlegi keret tagjai.
| Név                      | Nemzetiség                   | Pozíció     | Milan karrier         | Csapatkapitány      | Mérkőzés | Gól |
| ------------------------ | ---------------------------- | ----------- | --------------------- | ------------------- | -------- | --- |
| Ignazio Abate            | Olaszország                  | Védő        | 2003–2004 2009–       | —                   | 151      | 0   |
| Christian Abbiati        | Olaszország                  | Kapus       | 1998–2005 2008–       | —                   | 325      | 0   |
| Demetrio Albertini       | Olaszország                  | Középpályás | 1988–1990 1991–2002   | —                   | 406      | 28  |
| Enrico Albertosi         | Olaszország                  | Kapus       | 1974–1980             | —                   | 233      | 0   |
| David Allison            | Anglia                       | Csatár      | 1899–1901             | 1899–1900           | 4        | 0   |
| José Altafini            | Brazília Olaszország         | Csatár      | 1958–1965             | —                   | 246      | 161 |
| Amarildo                 | Brazília                     | Csatár      | 1963–1967             | —                   | 131      | 38  |
| Massimo Ambrosini        | Olaszország                  | Középpályás | 1995–1997 1998–2013   | 2009–2013           | 489      | 36  |
| Carlo Ancelotti          | Olaszország                  | Középpályás | 1987–1992             | —                   | 160      | 11  |
| Carlo Annovazzi          | Olaszország                  | Középpályás | 1944–1953             | 1952–1953           | 287      | 55  |
| Angelo Anquilletti       | Olaszország                  | Védő        | 1966–1977             | —                   | 418      | 2   |
| Roberto Antonelli        | Olaszország                  | Csatár      | 1977–1982             | —                   | 143      | 32  |
| Giuseppe Antonini        | Olaszország                  | Középpályás | 1937–1944 1945–1949   | 1942–1944 1945–1948 | 275      | 23  |
| Luca Antonini            | Olaszország                  | Védő        | 2008–2013             | —                   | 111      | 1   |
| Pietro Sante Arcari      | Olaszország                  | Csatár      | 1930–1936             | —                   | 186      | 70  |
| Bruno Arcari             | Olaszország                  | Csatár      | 1940–1941 1944–1945   | 1940–1941           | 43       | 12  |
| Franco Baresi *          | Olaszország                  | Védő        | 1977–1997 ¤           | 1982–1997           | 719      | 33  |
| Mario Barluzzi           | Olaszország                  | Kapus       | 1962–1967             | —                   | 102      | 0   |
| Sergio Battistini        | Olaszország                  | Középpályás | 1979–1985             | —                   | 201      | 37  |
| Gianangelo Barzan        | Olaszország                  | Védő        | 1926–1928             | 1926–1927           | 30       | 6   |
| Romeo Benetti            | Olaszország                  | Középpályás | 1970–1976             | 1975–1976           | 251      | 49  |
| Eros Beraldo             | Olaszország                  | Középpályás | 1952–1959             | —                   | 133      | 4   |
| Mario Bergamaschi        | Olaszország                  | Középpályás | 1953–1958             | —                   | 151      | 4   |
| Aldo Bet                 | Olaszország                  | Védő        | 1974–1981             | —                   | 204      | 2   |
| Giorgio Biasiolo         | Olaszország                  | Középpályás | 1970–1977             | —                   | 215      | 17  |
| Oliver Bierhoff          | Németország                  | Csatár      | 1998–2001             | —                   | 119      | 44  |
| Albertino Bigon          | Olaszország                  | Középpályás | 1971–1980             | 1979–1980           | 329      | 90  |
| Kevin-Prince Boateng     | Ghána                        | Középpályás | 2010–2013             | —                   | 100      | 17  |
| Zvonimir Boban           | Horvátország                 | Középpályás | 1992–2001             | —                   | 251      | 30  |
| Aldo Boffi               | Olaszország                  | Csatár      | 1936–1945             | —                   | 187      | 131 |
| Daniele Bonera           | Olaszország                  | Védő        | 2006–                 | —                   | 164      | 0   |
| Enrico Boniforti         | Olaszország                  | Védő        | 1939–1943             | —                   | 109      | 5   |
| Giuseppe Bonizzoni       | Olaszország                  | Védő        | 1931–1940             | 1934–1936 1938–1939 | 266      | 2   |
| Andrea Bonomi            | Olaszország                  | Védő        | 1942–1952             | 1948–1952           | 233      | 3   |
| Antonio Bortoletti       | Olaszország                  | Középpályás | 1933–1940             | 1939–1940           | 225      | 1   |
| Cristian Brocchi         | Olaszország                  | Középpályás | 2001–2005 2006–2008   | —                   | 161      | 6   |
| Pietro Bronzini          | Olaszország                  | Középpályás | 1916–1917 1919–1926 ¤ | 1924–1926           | 139      | 5   |
| Lorenzo Buffon           | Olaszország                  | Kapus       | 1949–1959             | —                   | 300      | 0   |
| Ruben Buriani            | Olaszország                  | Középpályás | 1977–1982             | —                   | 180      | 14  |
| Renzo Burini             | Olaszország                  | Csatár      | 1947–1953             | —                   | 194      | 88  |
| Cafu                     | Brazília                     | Védő        | 2003–2008             | —                   | 166      | 4   |
| Egidio Calloni           | Olaszország                  | Csatár      | 1974–1978             | —                   | 143      | 54  |
| Riccardo Carapellese     | Olaszország                  | Csatár      | 1946–1949             | —                   | 106      | 52  |
| Aldo Cevenini            | Olaszország                  | Csatár      | 1909–1912 1915–1919   | 1916–1919           | 42       | 25  |
| Luciano Chiarugi         | Olaszország                  | Csatár      | 1972–1976             | —                   | 155      | 60  |
| Fulvio Collovati         | Olaszország                  | Védő        | 1975–1982             | 1981–1982           | 198      | 8   |
| Angelo Colombo           | Olaszország                  | Középpályás | 1987–1990             | —                   | 115      | 7   |
| Dario Compiani           | Olaszország                  | Kapus       | 1927–1936             | —                   | 220      | 0   |
| Kévin Constant           | Guinea                       | Védő        | 2012–2013             | —                   | 25       | 0   |
| Alessandro Costacurta    | Olaszország                  | Védő        | 1986 1987–2007        | —                   | 663      | 3   |
| Fabio Cudicini           | Olaszország                  | Kapus       | 1967–1972             | —                   | 183      | 0   |
| Mario David              | Olaszország                  | Védő        | 1960–1965             | —                   | 140      | 7   |
| Alfredo De Franceschini  | Olaszország                  | Középpályás | 1921–1929             | —                   | 104      | 0   |
| Walter De Vecchi         | Olaszország                  | Középpályás | 1973–1974 1978–1981   | —                   | 112      | 11  |
| Marcel Desailly          | Franciaország                | Középpályás | 1993–1998             | —                   | 186      | 7   |
| Agostino Di Bartolomei   | Olaszország                  | Középpályás | 1984–1987             | —                   | 122      | 14  |
| Dida                     | Brazília                     | Kapus       | 2000–2001 2002–2010   | —                   | 302      | 0   |
| Roberto Donadoni         | Olaszország                  | Középpályás | 1986–1996 1997–1999   | —                   | 390      | 23  |
| Stefano Eranio           | Olaszország                  | Csatár      | 1992–1997             | —                   | 140      | 12  |
| Alberigo Evani           | Olaszország                  | Középpályás | 1980–1993             | —                   | 393      | 19  |
| Mathieu Flamini          | Franciaország                | Középpályás | 2008–2013             | —                   | 122      | 8   |
| Mario Foglia             | Olaszország                  | Védő        | 1946–1951             | —                   | 127      | 0   |
| Alfio Fontana            | Olaszország                  | Középpályás | 1952–1955 1956–1960   | —                   | 170      | 7   |
| Giuliano Fortunato       | Olaszország                  | Csatár      | 1962–1967             | —                   | 104      | 22  |
| Amleto Frignani          | Olaszország                  | Csatár      | 1951–1956             | —                   | 142      | 29  |
| Carlo Galli              | Olaszország                  | Csatár      | 1956–1961             | —                   | 128      | 57  |
| Filippo Galli            | Olaszország                  | Védő        | 1983–1996             | —                   | 325      | 4   |
| Giovanni Galli           | Olaszország                  | Kapus       | 1986–1990             | —                   | 147      | 0   |
| Gennaro Ivan Gattuso     | Olaszország                  | Középpályás | 1999–2012             | —                   | 468      | 11  |
| Giorgio Ghezzi           | Olaszország                  | Kapus       | 1959–1965             | —                   | 144      | 0   |
| Alberto Gilardino        | Olaszország                  | Csatár      | 2005–2008             | —                   | 132      | 44  |
| Gunnar Gren              | Svédország                   | Középpályás | 1949–1953             | —                   | 137      | 38  |
| Ruud Gullit              | Hollandia                    | Középpályás | 1987–1993 1994        | —                   | 171      | 56  |
| Thomas Helveg            | Dánia                        | Védő        | 1998–2003             | —                   | 147      | 2   |
| Andrea Icardi            | Olaszország                  | Középpályás | 1980–1986             | —                   | 162      | 6   |
| Filippo Inzaghi *        | Olaszország                  | Csatár      | 2001–2012             | —                   | 300      | 126 |
| Marek Jankulovski        | Csehország                   | Csatár      | 2005–2011             | —                   | 158      | 5   |
| Kaká                     | Brazília                     | Középpályás | 2003–2009             | —                   | 270      | 95  |
| Kakha Kaladze            | Grúzia                       | Védő        | 2001–2010             | —                   | 284      | 13  |
| Herbert Kilpin           | Anglia                       | Various     | 1899–1908             | 1900–1908           | 23       | 7   |
| Leonardo                 | Brazília                     | Középpályás | 1997–2001 2002–2003   | —                   | 124      | 30  |
| Nils Liedholm            | Svédország                   | Középpályás | 1949–1961             | 1956–1961           | 394      | 89  |
| Giovanni Lodetti         | Olaszország                  | Középpályás | 1961–1970             | —                   | 288      | 26  |
| Cesare Lovati            | Olaszország                  | Középpályás | 1910–1915 1916–1922 ¤ | 1921–1922           | 104      | 6   |
| Mario Magnozzi           | Olaszország                  | Középpályás | 1930–1933             | 1930–1933           | 97       | 31  |
| Aldo Maldera             | Olaszország                  | Védő        | 1971–1972 1973–1982   | 1980–1981           | 310      | 39  |
| Cesare Maldini           | Olaszország                  | Védő        | 1954–1966             | 1961–1966           | 412      | 3   |
| Paolo Maldini *          | Olaszország                  | Védő        | 1984–2009 ¤           | 1997–2009           | 902      | 33  |
| Giuseppe Marchi          | Olaszország                  | Középpályás | 1926–1933             | —                   | 134      | 2   |
| Daniele Massaro          | Olaszország                  | Csatár      | 1986–1988 1989–1995   | —                   | 306      | 70  |
| Giuseppe Meazza          | Olaszország                  | Csatár      | 1940–1942             | 1941–1942           | 42       | 11  |
| Guido Moda               | Olaszország                  | Védő        | 1903–1908 1909–1912   | 1909–1910           | 27       | 0   |
| Riccardo Montolivo       | Olaszország                  | Középpályás | 2012–                 | 2013–               | 42       | 4   |
| Bruno Mora               | Olaszország                  | Csatár      | 1962–1969             | —                   | 148      | 33  |
| Giovanni Moretti         | Olaszország                  | Csatár      | 1931–1939             | —                   | 223      | 68  |
| Giorgio Morini           | Olaszország                  | Középpályás | 1976–1980             | —                   | 107      | 7   |
| Alessandro Nesta         | Olaszország                  | Védő        | 2002–2012             | —                   | 326      | 10  |
| Gunnar Nordahl *         | Svédország                   | Csatár      | 1948–1956             | 1954–1956           | 268      | 221 |
| Walter Alfredo Novellino | Olaszország                  | Középpályás | 1978–1982             | —                   | 151      | 14  |
| Christian Panucci        | Olaszország                  | Védő        | 1993–1997             | —                   | 134      | 12  |
| Alexandre Pato           | Brazília                     | Csatár      | 2008–2013             | —                   | 150      | 63  |
| Ambrogio Pelagalli       | Olaszország                  | Középpályás | 1959–1966             | —                   | 154      | 1   |
| Luigi Perversi           | Olaszország                  | Védő        | 1925–1926 1927–1940   | 1936–1938           | 341      | 0   |
| Ottorino Piotti          | Olaszország                  | Kapus       | 1980–1984             | —                   | 132      | 0   |
| Andrea Pirlo             | Olaszország                  | Középpályás | 2001–2011             | —                   | 401      | 41  |
| Francesco Pomi           | Olaszország                  | Védő        | 1925–1933             | —                   | 225      | 1   |
| Pierino Prati            | Olaszország                  | Csatár      | 1966 1967–1973        | —                   | 209      | 102 |
| Ettore Puricelli         | Olaszország                  | Csatár      | 1945–1949             | 1948                | 116      | 57  |
| Gerolamo Radice          | Olaszország                  | Kapus       | 1906–1909             | 1908–1909           | 8        | 0   |
| Carlo Rigotti            | Olaszország                  | Középpályás | 1933–1938             | 1933–1934           | 124      | 0   |
| Frank Rijkaard           | Hollandia                    | Középpályás | 1988–1993             | —                   | 201      | 26  |
| Gianni Rivera *          | Olaszország                  | Középpályás | 1960–1979             | 1966–1975 1976–1979 | 658      | 164 |
| Giuseppe Rizzi           | Olaszország                  | Középpályás | 1904–1907 1910–1913   | 1911–1913           | 49       | 19  |
| Robinho                  | Brazília                     | Csatár      | 2010–                 | —                   | 114      | 27  |
| Francesco Romano         | Olaszország                  | Középpályás | 1979–1983             | —                   | 108      | 4   |
| Roberto Rosato           | Olaszország                  | Védő        | 1966–1973             | —                   | 269      | 8   |
| Giovanni Rossetti        | Olaszország                  | Kapus       | 1940–1949 1950–1951   | —                   | 146      | 0   |
| Sebastiano Rossi         | Olaszország                  | Kapus       | 1990–2002             | —                   | 330      | 0   |
| Manuel Rui Costa         | Portugália                   | Középpályás | 2001–2006             | —                   | 192      | 11  |
| Giuseppe Sabadini        | Olaszország                  | Védő        | 1971–1978             | —                   | 244      | 17  |
| Marco Sala               | Olaszország                  | Védő        | 1908–1920             | 1915–1916           | 90       | 3   |
| Giuseppe Santagostino    | Olaszország                  | Csatár      | 1921–1932             | —                   | 236      | 106 |
| Nello Santin             | Olaszország                  | Védő        | 1963–1970             | —                   | 104      | 0   |
| Dejan Savićević          | Jugoszlávia                  | Középpályás | 1992–1998             | —                   | 144      | 34  |
| Alessandro Scarioni      | Olaszország                  | Középpályás | 1908–1915 1916–1921 ¤ | 1919–1921           | 124      | 2   |
| Juan Alberto Schiaffino  | Uruguay · Olaszország        | Középpályás | 1954–1960             | —                   | 171      | 60  |
| Alessandro Schienoni     | Olaszország                  | Védő        | 1924–1933             | 1929–1930           | 212      | 0   |
| Karl-Heinz Schnellinger  | Német Szövetségi Köztársaság | Védő        | 1965–1974             | —                   | 334      | 3   |
| Clarence Seedorf         | Hollandia                    | Középpályás | 2002–2012             | —                   | 432      | 62  |
| Serginho                 | Brazília                     | Csatár      | 1999–2008             | —                   | 281      | 24  |
| Abdon Sgarbi             | Olaszország                  | Középpályás | 1927–1929             | 1927–1929           | 62       | 5   |
| Andriy Shevchenko        | Ukrajna                      | Csatár      | 1999–2006 2008–2009   | —                   | 322      | 175 |
| Arturo Silvestri         | Olaszország                  | Védő        | 1950–1955             | —                   | 163      | 7   |
| Dario Šimić              | Horvátország                 | Védő        | 2002–2008             | —                   | 129      | 1   |
| Marco Simone             | Olaszország                  | Csatár      | 1989–1997 2001–2002   | —                   | 260      | 75  |
| Francesco Soldera        | Olaszország                  | Középpályás | 1914–1924             | 1922–1924           | 108      | 9   |
| Angelo Sormani           | Olaszország                  | Csatár      | 1965–1970             | —                   | 180      | 65  |
| Mauro Tassotti           | Olaszország                  | Védő        | 1980–1997             | —                   | 583      | 10  |
| Thiago Silva             | Brazília                     | Védő        | 2009–2012             | —                   | 119      | 6   |
| Max Tobias               | Belgium                      | Középpályás | 1910–1911             | 1910–1911           | 16       | 11  |
| Paolo Todeschini         | Olaszország                  | Középpályás | 1939–1945             | 1944–1945           | 90       | 5   |
| Omero Tognon             | Olaszország                  | Középpályás | 1945–1956             | 1953–1954           | 342      | 2   |
| Jon Dahl Tomasson        | Dánia                        | Csatár      | 2002–2005             | —                   | 114      | 34  |
| Gianni Toppan            | Olaszország                  | Középpályás | 1940–1949             | —                   | 150      | 1   |
| Giuseppe Torriani        | Olaszország                  | Csatár      | 1927–1935             | —                   | 206      | 34  |
| Giovanni Trapattoni      | Olaszország                  | Középpályás | 1957–1971             | —                   | 351      | 6   |
| Mario Trebbi             | Olaszország                  | Védő        | 1957–1966             | —                   | 167      | 1   |
| Maurizio Turone          | Olaszország                  | Védő        | 1972–1978             | —                   | 191      | 2   |
| Marco van Basten         | Hollandia                    | Csatár      | 1987–1995             | —                   | 201      | 124 |
| Louis Van Hege           | Belgium                      | Csatár      | 1910–1915             | 1913–1915           | 88       | 97  |
| Vinicio Verza            | Olaszország                  | Középpályás | 1982–1985             | —                   | 106      | 17  |
| Pietro Paolo Virdis      | Olaszország                  | Csatár      | 1984–1989             | —                   | 186      | 76  |
| George Weah              | Libéria                      | Csatár      | 1995–2000             | —                   | 147      | 58  |
| Ray Wilkins              | Anglia                       | Középpályás | 1984–1987             | —                   | 105      | 3   |
| Francesco Zagatti        | Olaszország                  | Védő        | 1951–1963 ¤           | 1961                | 252      | 2   |
| Gianluca Zambrotta       | Olaszország                  | Védő        | 2008–2012             | —                   | 107      | 2   |
| Giulio Zignoli           | Olaszország                  | Védő        | 1970–1974 1975–1976   | —                   | 110      | 1   |
| Mario Zorzan             | Olaszország                  | Kapus       | 1935–1942             | —                   | 176      | 0   |

## Edzőközpont (Milanello)
A csapat és az olasz válogatott egyaránt gyakorol a csapat főhadiszállásán, mely a Milanello nevet viseli. A komplexum Milánótól kb. 50 km-re fekszik. Minden igényt kielégítő ultramodern edzőközpont, ahol a TV-től egészen a legmodernebb konditermekig minden megtalálható. Baresi szavaival élve: "Milanello létrehozása döntőfontosságú volt a klub történetében."

## Himnusz

### Olaszul
Milan Milan solo con te
Milan Milan sempre per te
Camminiamo noi accanto ai nostri eroi
Sopra un campo verde siotto un cielo blu
Conquistare voi una stella in piů
A brillar per noi
E insieme cantiamo
Milan Milan solo con te
Milan Milan sempre per te
oh oh oh oh oh
oh oh oh oh oh oh oh oh
una grande squadra
sempre in festa olč
oh oh oh oh oh
oh oh oh oh oh oh oh oh
oh oh oh oh oh
e insieme cantiamo
Milan Milan solo con te
Milan Milan sempre per te
Con il Milan nel cuore
Nel profondo dell’anima
Un vero amico sei
E insieme cantiamo
Milan Milan solo con te
Milan Milan sempre per te
oh oh oh oh oh……

### Magyarul
Milan, Milan, csak veled!
Milan, Milan, mindig veled!
A hőseink mellett sétálunk,
A zöld pályán, kék ég alatt,
Hódítsátok meg a csillagokat,
Ami mindig nekünk fénylik,
És énekeljünk együtt!
Milan, Milan, csak veled!
Milan, Milan, mindig veled!
Óóó...Egy hatalmas csapat,
Mindig ünneplünk,
Óóó...Együtt éneklünk!
Milan, Milan, mindig veled!
Milan, Milan, csak veled!
A szívünkben csak a Milan él,
A lelkünk mélyén
Ő az igazi barát,
Énekeljünk együtt!
Milan, Milan, mindig veled!
Milan, Milan, csak veled!